# Vålmsjön
Vålmsjön är en sjö i Kramfors kommun i Ångermanland och ingår i Ångermanälven-Gådeåns kustområde. Sjön har en area på 0,0839 kvadratkilometer och ligger 176,4 meter över havet. Sjön avvattnas av vattendraget Halsbäcken.

## Delavrinningsområde
Vålmsjön ingår i det delavrinningsområde (699839-159237) som SMHI kallar för Mynnar i Svedjeån. Medelhöjden är 130 meter över havet och ytan är 15,58 kvadratkilometer. Det finns inga avrinningsområden uppströms utan avrinningsområdet är högsta punkten. Halsbäcken som avvattnar avrinningsområdet har biflödesordning 2, vilket innebär att vattnet flödar genom totalt 2 vattendrag innan det når havet efter 7,3 kilometer. Avrinningsområdet består mestadels av skog (85 procent). Avrinningsområdet har 0,24 kvadratkilometer vattenytor vilket ger det en sjöprocent på 1,5 procent.